# پاکسیما مجوزی
پاکسیما مجوزی (زاده ۲۳ دی ۱۳۵۶، تهران) نویسنده، روزنامه‌نگار و مدرس دانشگاه است. او از سال ۱۳۷۴ در مطبوعات ایران گزارش‌های اجتماعی و فرهنگی می‌نوشته‌است. در حال حاضردر حوزه جامعه‌شناسی ادبیات نیز تحقیقات دانشگاهی انجام می‌دهد
مجوزی دکترای جامعه‌شناسی ادبیات خود را از دانشگاه دهلی در همین رشته به اتمام رسانده‌است.

## آثار وی
مجموعه داستان‌های وی با نام‌های «طرح وهم» و «آسمان می‌شوم» که داستان «چهل و هشت پله» از این مجموعه جزو تک داستان‌های برگزیده بنیاد هوشنگ گلشیری شد
فیلم کوتاه «نهان»، که در پنجمین دوره فیلم کوتاه در جشنواره ادینبورگ راه یافت براساس داستانی به نام آینه از کتاب «طرح وهم» پاکسیما مجوزی ساخته شده‌است
کتاب «روی دیگر سکه هدایت» که به بررسی داستان‌های کوتاه صادق هدایت از منظر عشق می‌پردازد از دیگر  آثار منتشر شده اوست که تاکنون ۸ بار تجدید چاپ شده‌است.
کتاب «هفت سال در هند» نیز حاصل هفت سال زندگی در این کشور است که نویسنده در آن با کنجکاوی یک روزنامه نگار به لایه‌های مختلف جامعه و فرهنگ و تاریخ هند سرک می‌کشد و با نگاه یک جامعه‌شناس و همراه با نثری داستانی تصاویر متفاوتی از این کشور را نشان می‌دهد.